# Black-Eyed Bruiser
Black-Eyed Bruiser è un EP dei Rose Tattoo, uscito il 7 agosto 2006 per l'etichetta discografica Armag Records.

## Tracce
1. Black-Eyed Bruiser 3:33
2. Rock 'N' Roll Outlaw 3:36
3. Remedy 4:34
4. Astra Wally 4:58

## Formazione
- Angry Anderson - voce
- Mick Cocks - chitarra
- Dai Prichard - chitarra slide
- Steve King - basso
- Paul DeMarco - batteria
- Rob Riley - chitarra slide